# Peltophyllum luteum
Peltophyllum luteum är en enhjärtbladig växtart som beskrevs av George Gardner. Peltophyllum luteum ingår i släktet Peltophyllum och familjen Triuridaceae. Inga underarter finns listade.